# قضية مجموعات الدردشة المشفرة
قضية مجموعات الدردشة المشفرة (n번방 사건) هي قضية جرائم إلكترونية جنسية في تيليجرام حدثت في كوريا الجنوبية من عام 2018 حتى عام 2020. وتضم المجموعة 10,000 عضو مشترك يدفعون مبالغ مالية عن طريق العملات المشفرة ليتمكنوا من إخفاء أنشطتهم لرؤية المحتواه لكن لم يتم الكشف بعد عن هوياتهم ومن بينهم مشاهير ورياضيين ومدراء شركات واساتذة جامعيون والمزيد من الشخصيات المرموقة.

## المتهم
المتهم الرئيسي في القضية هو رجل يدعى تشو جو بين (조주빈) من مواليد 1995.

## الضحايا والانتهاكات
معظم الضحايا كن طالبات في المتوسطة. الفتيات كن ينبحن كالكلاب. وبعض الفتيات عراة ومستلقيات على أرضية حمام. واحدة من أكثر الفيديوهات المعتادة في هذه المجموعة هو تحديق الفتيات في الكاميرا والاستمناء. وفي صيف عام 2019، كانت هناك فتاة تبدو وكأنها في المتوسطة محتجزة في إحدى الفنادق الرخيصة (motel) ودخل رجال بالغين الغرفة وقاموا باغتصابها. وتمت مشاركة الفيديو على الهواء مباشرة. والمشاهدين في قروب الدردشة كانوا يقولون أشياء مثل (هذه هي الطريقة الصحيحة لاستدراج الفتيات). بالإضافة إلى ذلك، كانت هناك صور تظهر مدير المجموعة “باكسا” وهو يأمر “عبيده” بكلمات مثل “باكسا” أو “عبدة” مكتوبة على أجساد الفتيات. وصور لفتيات عراة يضعن سراويلهن الداخلية على رؤوسهن أو يتظاهرن بأنهن مصابات بالصرع على الأرض. وكان هنالك ممارسة للتعذيب ايضاً لفتيات يضعن حشرات (يرقات أو ديدان) في أعضائهن التناسلية وحتى أنهم كانوا يجبروهن على تناول برازهن.